# بویز د گان
بویز د گان (به لاتین: Bois de Gannes) یک منطقهٔ مسکونی در گرنادا است که در Saint David Parish, Grenada واقع شده‌است. بویز د گان ۱۰۴ متر بالاتر از سطح دریا واقع شده‌است.